# Figure-four leglock
 (septembre 2008).
Si vous disposez d'ouvrages ou d'articles de référence ou si vous connaissez des sites web de qualité traitant du thème abordé ici, merci de compléter l'article en donnant les références utiles à sa vérifiabilité et en les liant à la section « Notes et références ».

Schéma d'un Figure four leglock.

Le Figure-four leglock est une prise de soumission au catch, aussi appelée la « Prise en Quatre » en français.
L'attaquant saisit une jambe de l'adversaire qui est au sol sur le dos, puis il tourne rapidement de 180° sur cette jambe. Là, il saisit l'autre jambe, qu'il croise en dessous de la première puis s'assoit par terre. Ainsi, l'attaquant produit une pression sur les jambes de l'adversaire en les serrant l'une contre l'autre.
À la World Wrestling Entertainment, c'est le « Nature Boy » Ric Flair qui utilise cette prise comme prise de finition.
Cependant, il n'en est pas l'inventeur. En effet, il s'est inspiré du « Nature Boy » original, alias Buddy Rogers ; le Figure four leglock bien avant lui, ayant débuté à la WWE en 1963.
Triple H utilise aussi parfois le Figure four leglock, en s'inspirant de Ric Flair, en référence au temps où ils étaient partenaires, ayant formé l'Evolution. The Miz s'en sert aussi en rendant hommage a Ric Flair (2013).
Charlotte, la fille de Ric Flair, s'en sert aussi en tant que prise de finition suivie d'un pont.
Au Japon, cette prise de soumission fut employée par Tatsumi Fujinami et Keiji Mutō comme prise de finition.

## Variantes
Le Figure four leglock a donné naissance à plusieurs variantes.

### Inverted figure four leglock
Comme un Figure four leglock normal, mais appliqué sur un adversaire couché sur le ventre.

### Kneeling figure four leglock
Habituellement connu sous le nom de Jailhouse lock ou Prison lock, les actions sont identiques de la prise classique, mais au lieu de s'asseoir par terre, l'attaquant s'agenouille pour mettre tout son poids sur les jambes de son adversaire.

### Modified figure four leglock
Ceci est une modification du Figure four leglock dans laquelle, un adversaire est allongé par terre, sur le dos, l'attaquant attrape les jambes, les croise comme dans un Sharpshooter et chute par terre. Cette prise a été popularisée par Ric Flair comme prise de finition, puis par Shawn Michaels qu'il appelle Heartbreaker en hommage à ce dernier, mais est inventée par Jamie Noble[réf. nécessaire]. Ensuite c'est le tour de The Miz de faire ce prise de finition.

### Reverse figure four leglock
Popularisé par le japonais Yūji Nagata, l'attaquant saisit une jambe de l'adversaire qui est au sol sur le dos, puis il tourne rapidement de 90° sur cette jambe. Là, il saisit l'autre jambe, qu'il croise en dessous de la première. Ainsi, l'attaquant produit une pression sur les jambes de l'adversaire en les serrant l'une contre l'autre.

### Standing figure four leglock
Comme un Figure four leglock normal, mais l'attaquant ne tombe pas à terre, il l'applique la prise en tenant debout.